# Opuntia lasiacantha
Az Opuntia lasiacantha a szegfűvirágúak (Caryophyllales) rendjébe, ezen belül a kaktuszfélék (Cactaceae) családjába tartozó faj.

## Előfordulása
Az Opuntia lasiacantha előfordulási területe Mexikó. Mivel számos helyen megtalálható, köztük néhány védett helyen is, a növényt nem fenyegeti semmiféle veszély. Az élőhelyén elterjedtnek és közönségesnek számít. Az eredeti elterjedési területén kívül, akarva vagy akaratlanul, más mexikói térségekre is betelepítették.

## Megjelenése
A 30 centimétertől egészen 360 centiméter magasra is megnőhet. A nagy példányok szára elfásul. A húsos, pozsgás leveleit tüskék védelmezik. A virágai narancssárgák vagy élénk sárgák. A tavasz közepétől kora nyárig virágzik.

## Életmódja
A száraz és félszáraz élőhelyeket részesíti előnyben. Akár 1400-2600 méteres tengerszint feletti magasságok közé is felhatol. A Napsütötte helyeket kedveli, azonban az árnyékosabb helyeket is megtűri.
A termése embernek és háziállatnak egyaránt táplálékául szolgál. A Cactoblastis cactorum nevű lepkefaj hernyói jelenthetnek veszélyt számára. Ott ahol a lepke elszaporodik, az Opuntia lasiacantha állományok jelentősen lecsökkennek.

## Képek

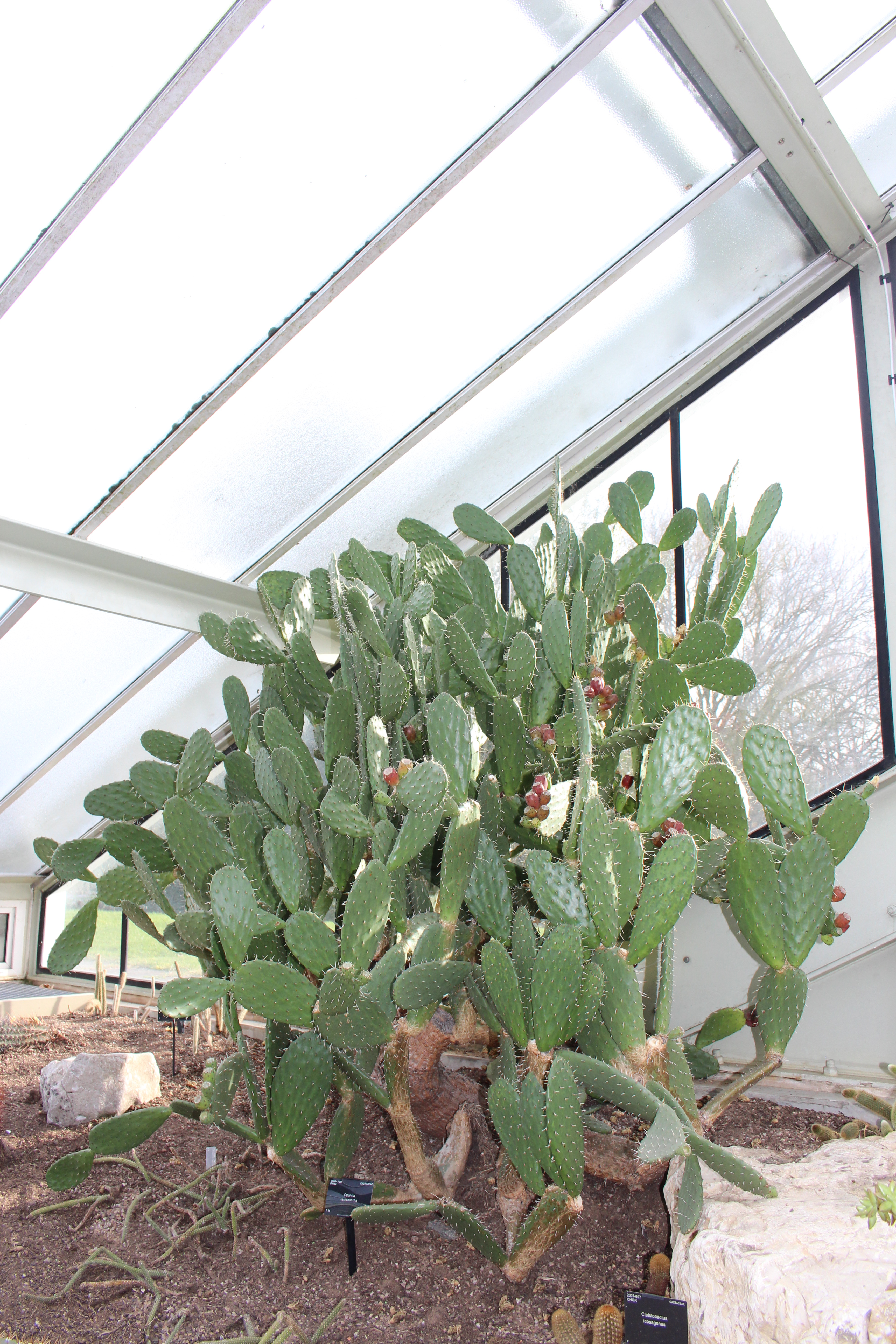
A növény
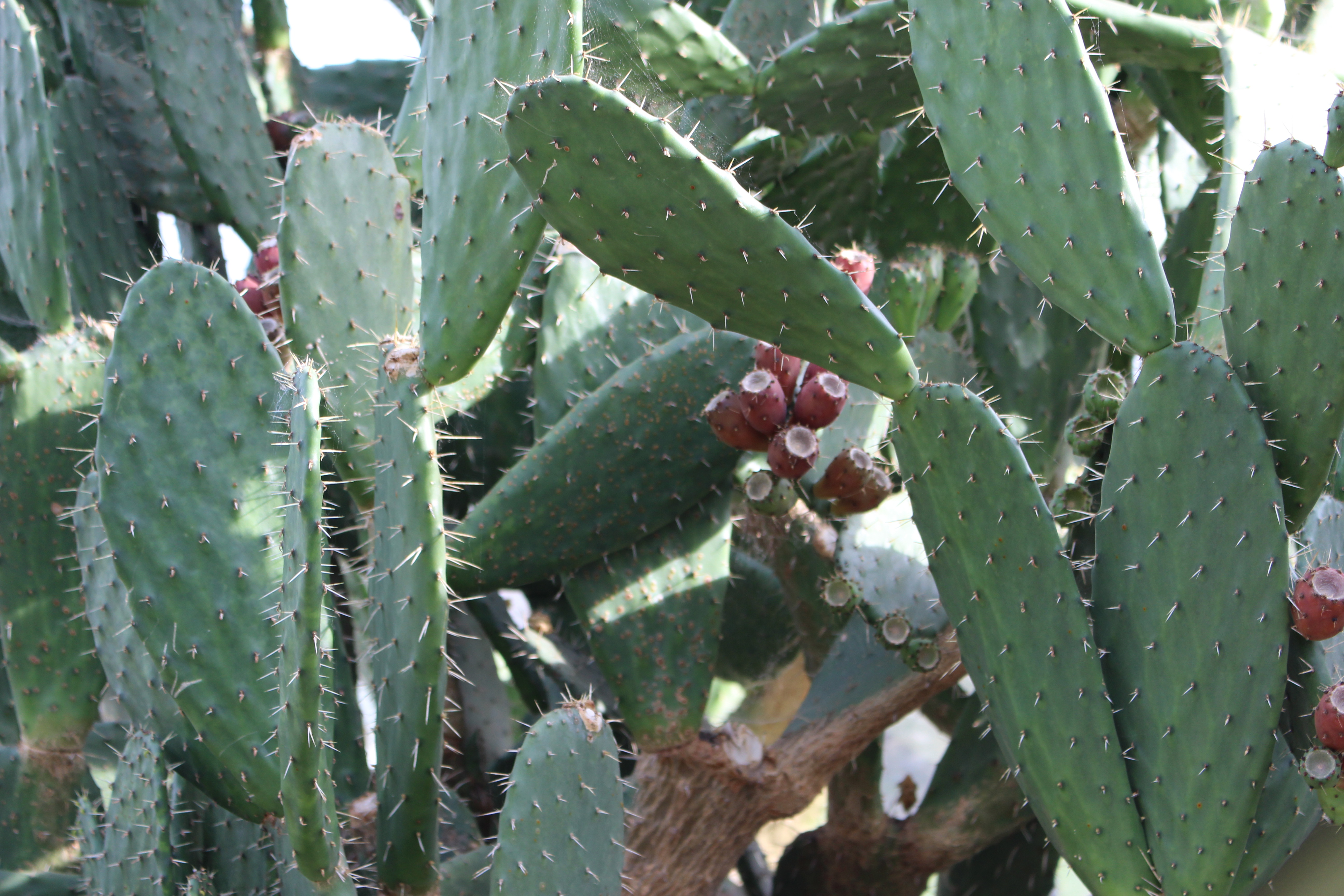
A levelei,
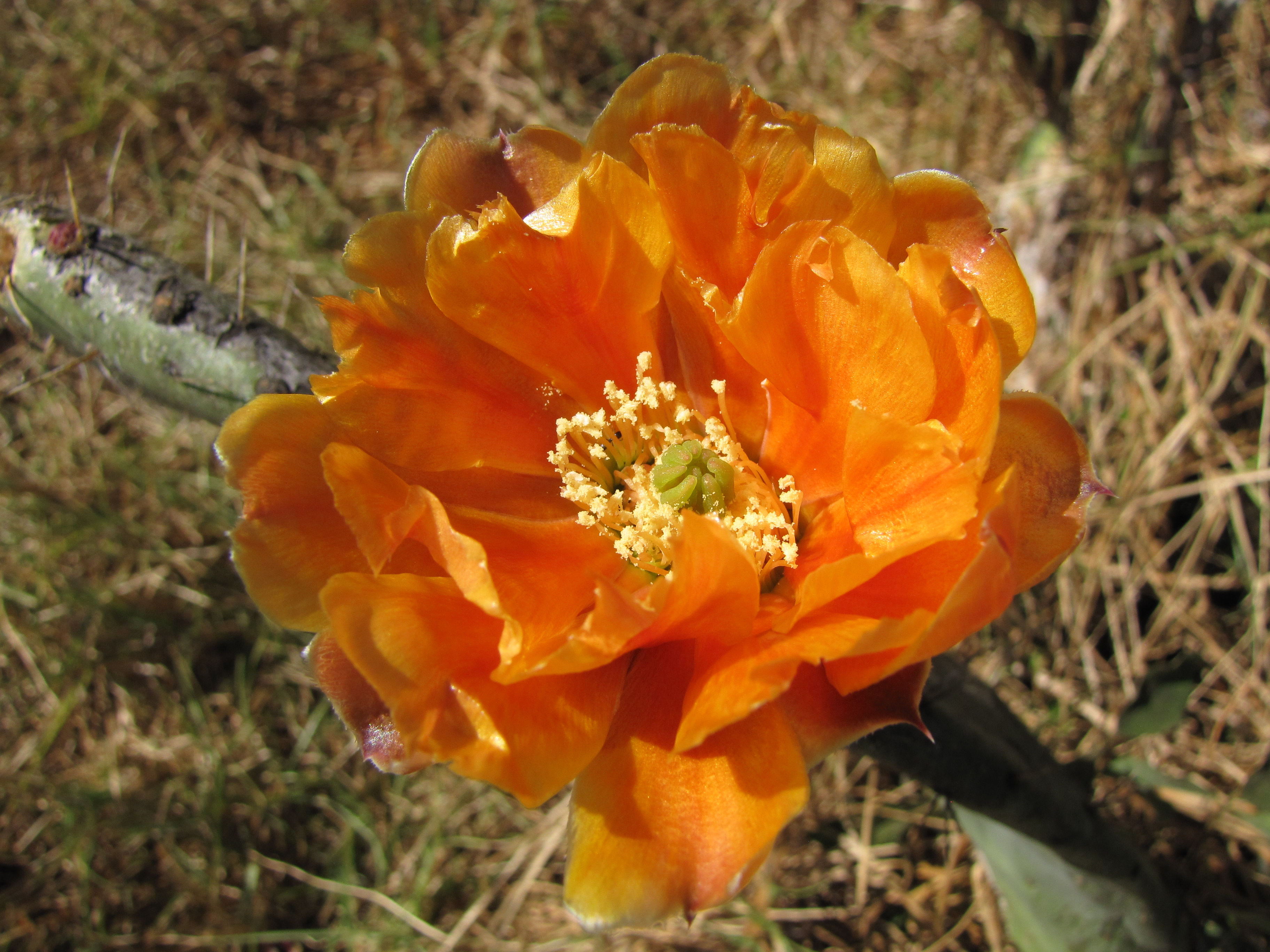
virága és
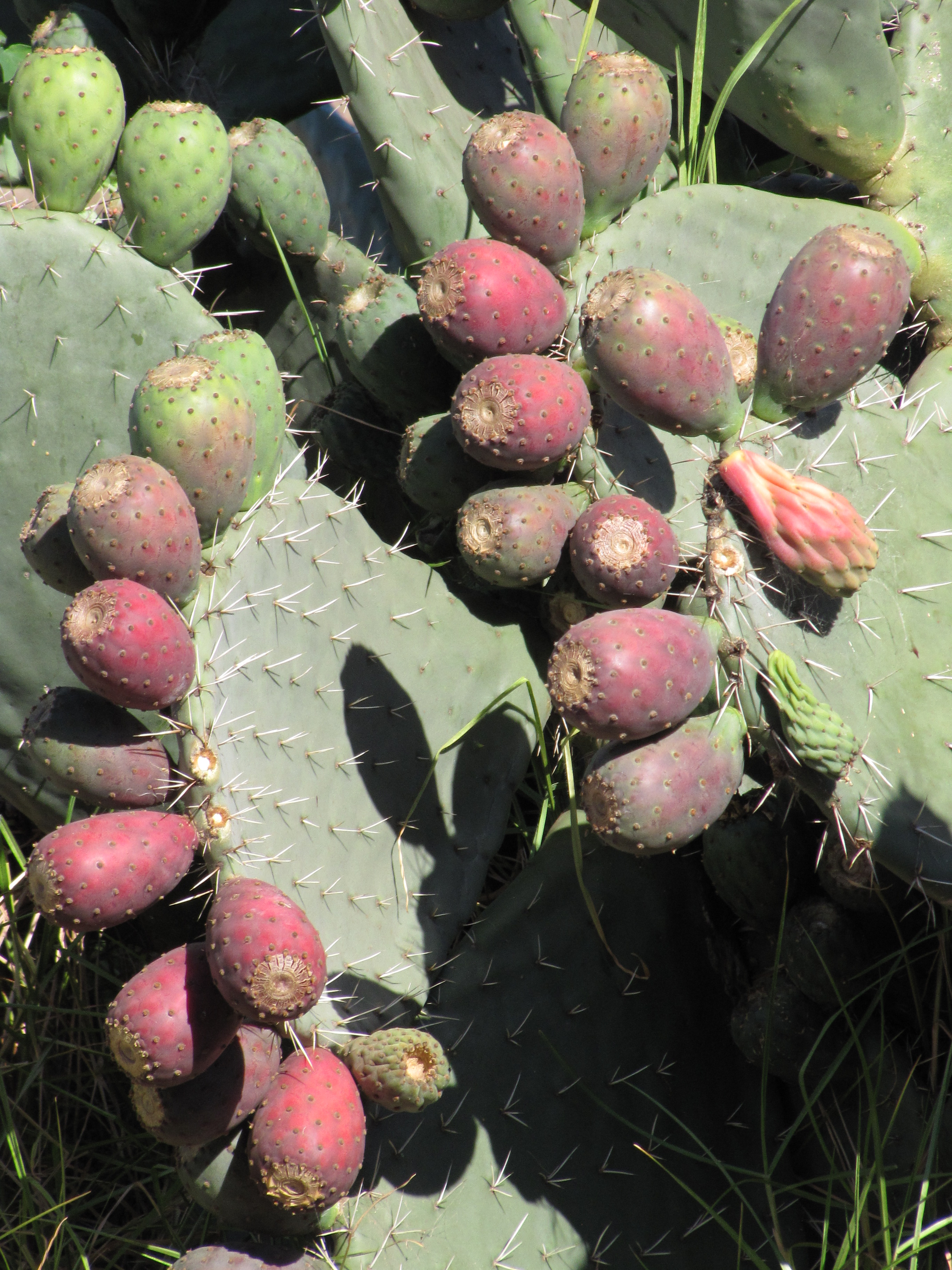
termései